# Longboard (skateboard)

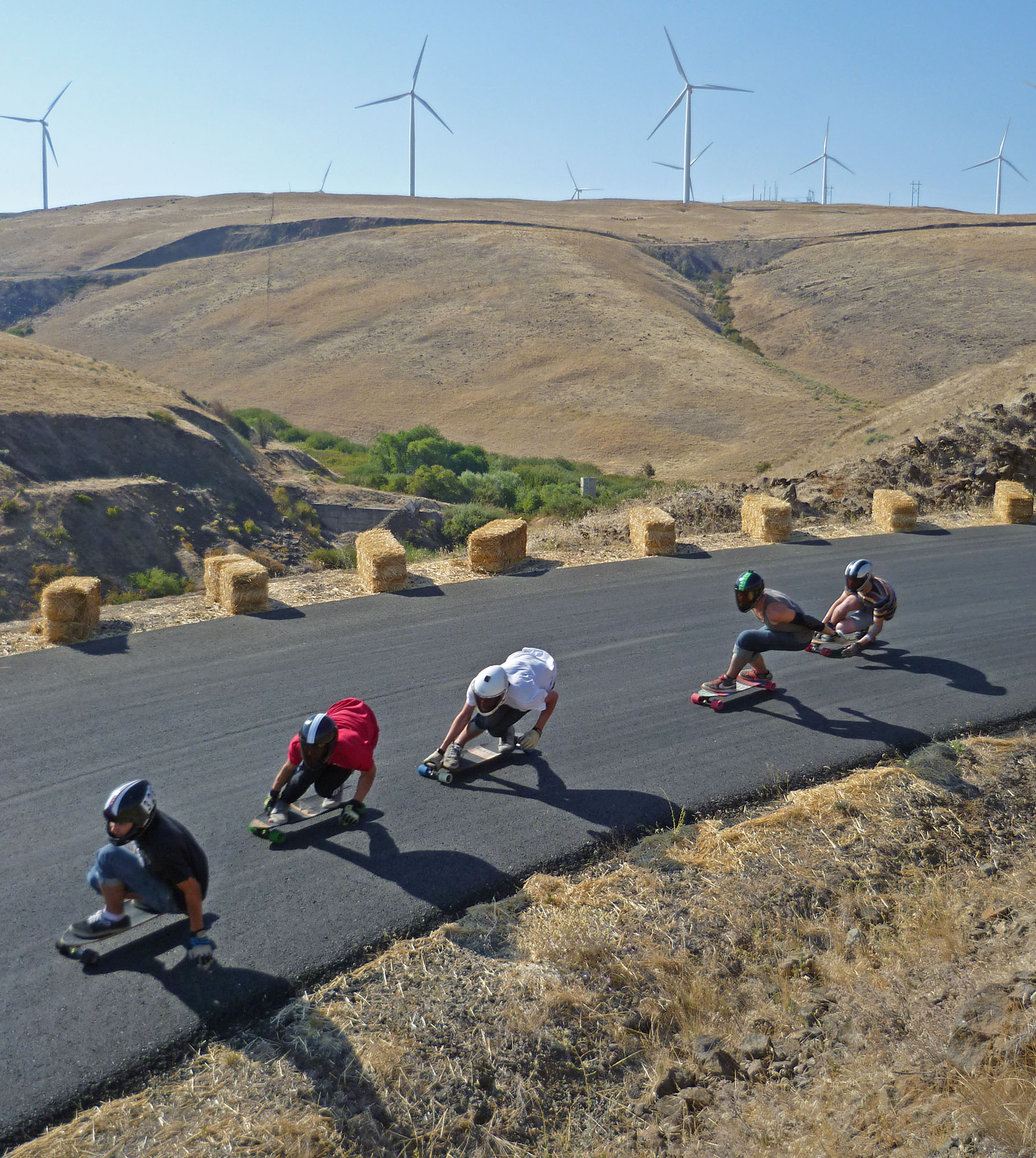
Riders impegnati nella Maryhill Fall Freeride del 2012

Il longboard è una variante dello skateboard, progettato per un diverso utilizzo. 
Rispetto a uno skateboard convenzionale la tavola è più lunga, larga, pesante, meno o affatto concava. 
Le ruote sono di dimensioni maggiori e i truck, ossia i carrelli montanti le ruote, sono più lunghi e maggiormente personalizzabili. 
Queste tavole sono più veloci e stabili, con minore sforzo si raggiungono velocità maggiori; richiedono grandi spazi e si utilizzano al di fuori degli skatepark.

## Composizione
Una tavola a ruote è un assemblaggio di diverse componenti. Il grado di personalizzazione è molto alto, poiché l'utente potrebbe scegliersi ogni singola componente con le caratteristiche che ha in mente, senza essere obbligato a dovere sostituire un pezzo usurato con un ricambio "originale".

### Tavola (Decks)

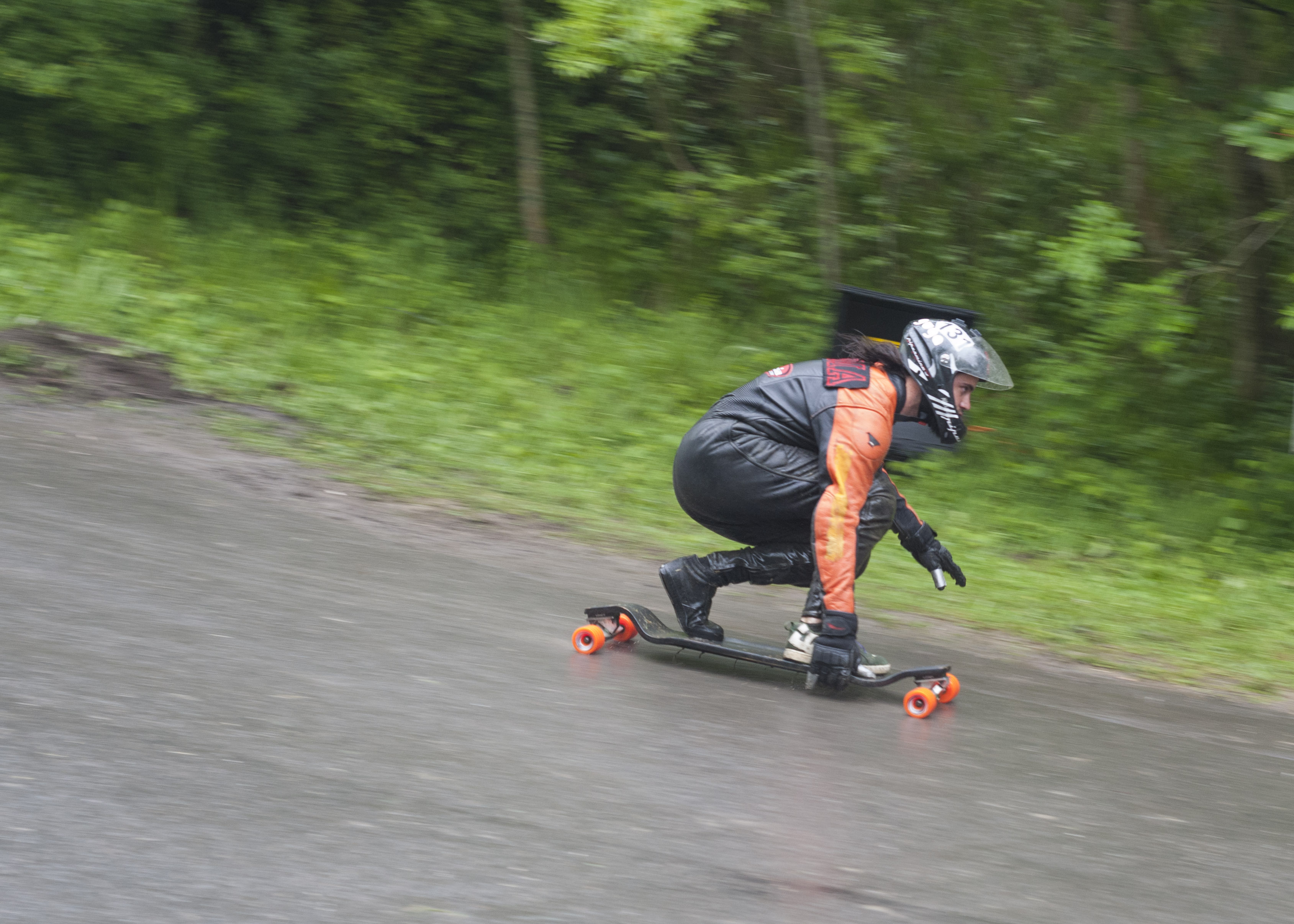
Tavola Drop, assetto Drop decks

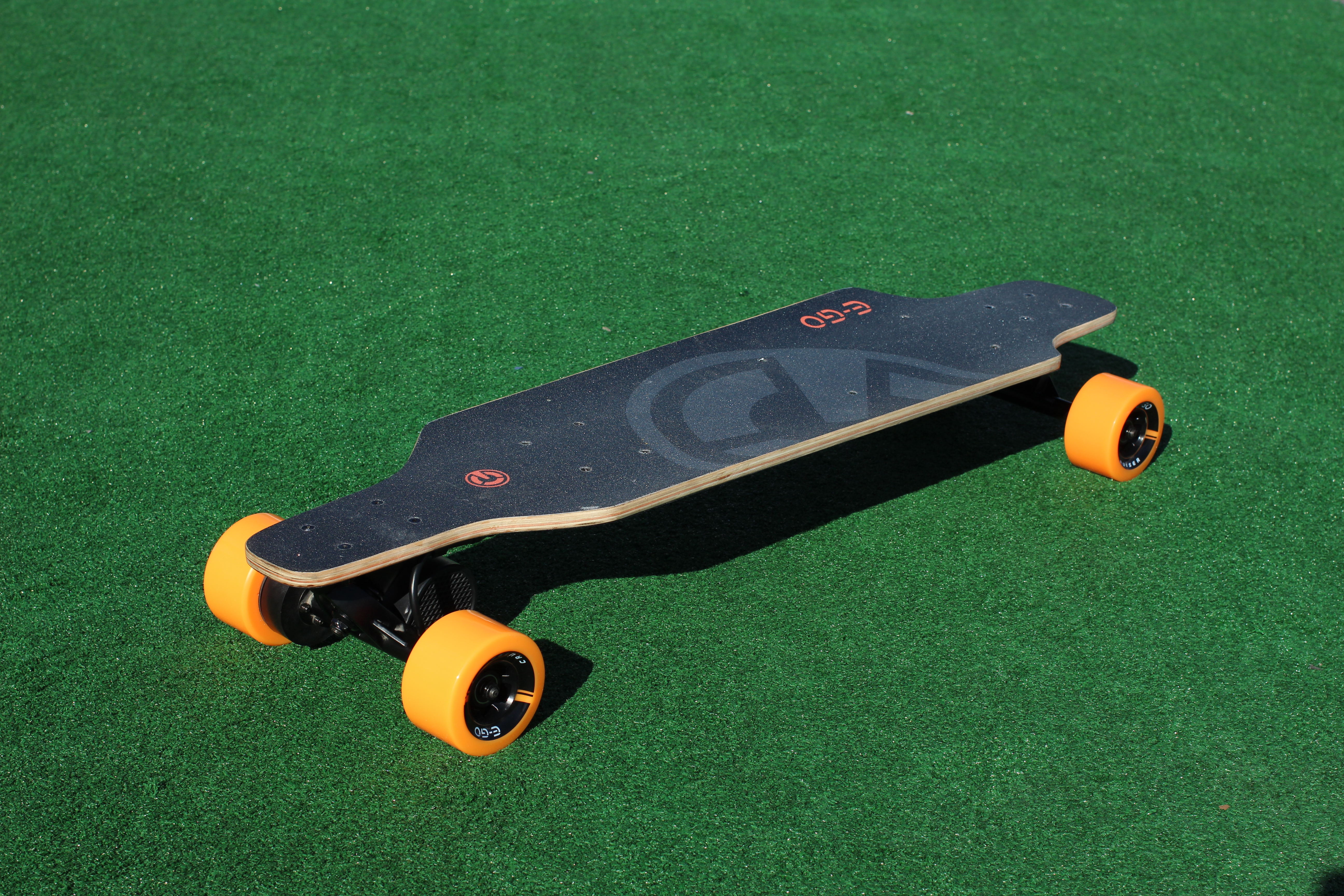
Tavola Drop, assetto Drop through

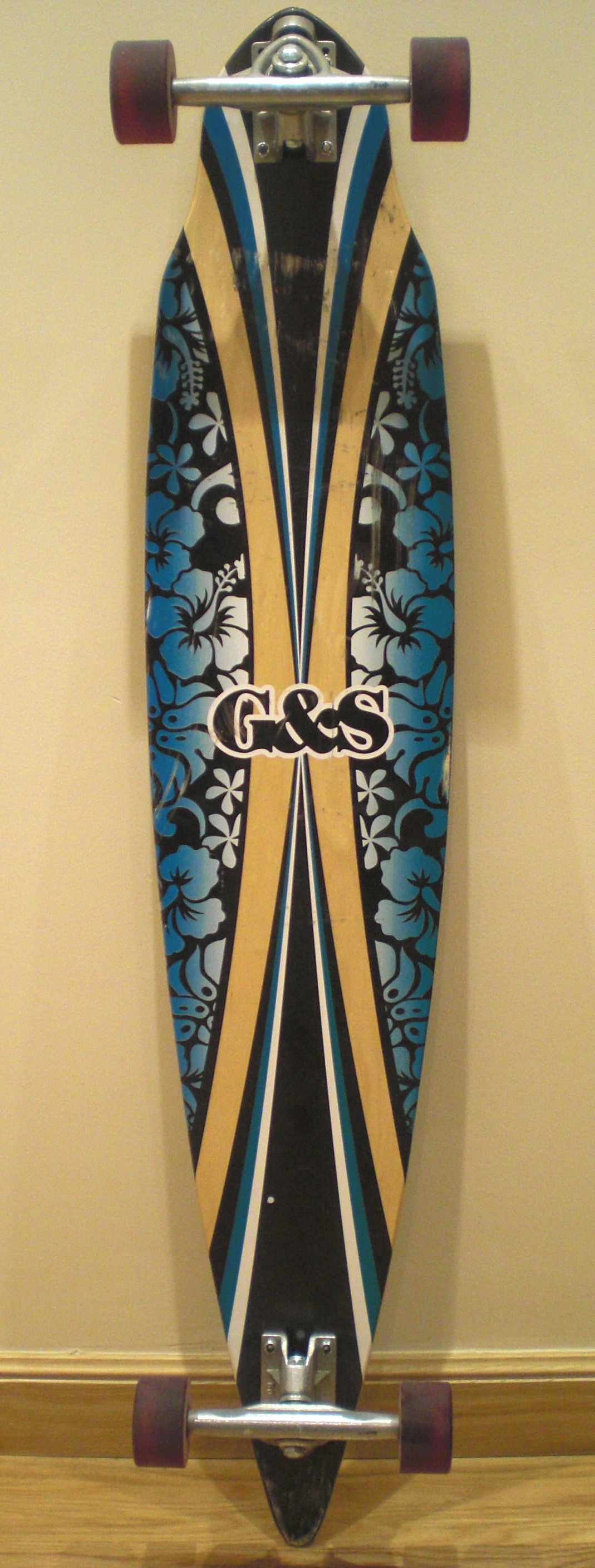
Tavola Pintail, assetto top-mounted

In gergo viene chiamata deck la tavola del longboard. A seconda della qualità, e del costo, potrebbe essere un foglio in laminato, oppure un multistrato di legno massello. Rispetto agli skateboard ci sono molte più forme differenti di tavole longboard.
Assetto:
- Drop decks - Tavola con assetto molto ribassato rispetto agli innesti dei truck, che sono stati piegati appositamente. Le punte sono corte e scantonate: sostanzialmente assenti nose e tail. Tavola per downhill.
- Drop through - Tavola con basso assetto, a livello dei truck. Le punte, o twintip, sono lunghe e scantonate ma strette.
- Top mounted - Tavola con alto assetto; similmente ad un comune skate la tavola ha l'assetto sopra le ruote. Le svolte sono più facili ma c'è minore stabilità. La forma Pintail è un esempio di top mounted.

Le tavole di forma Drop hanno il vantaggio di poter essere guidate in entrambi i versi di percorrenza, fatto che le rende preferibili nelle specialità freestyle e freeride. Inoltre questa forma (o shape) previene il wheelbite (quando la ruota tocca la parte inferiore della tavola) che non può verificarsi, essendo la tavola scantonata.
Forma:
- Fishtail / Pintail - Tavola con assetto alto ed una forma ovale nel davanti; nel dietro invece può finire con una o due punte, oppure squadrata. La forma rastremata serve per prevenire il wheelbite.
- Drop - Le tavole drop sono molto eterogenee: possono avere le punte più o meno lunghe; piatte o lievemente arcuate. Possono essere strette, larghe, molto larghe (per il dancing), oppure più larghe dietro e meno davanti.
- Ibrida - Tavole con assetto alto, ma con punte rastremate.
- Cruiser - Il più piccolo fra i longboard, assetto alto.

Profilo della tavola (forma assunta dalla longboard guardandola dal lato). Vi sono 3 profili differenti i quali identificano altrettante categorie di longboard: 
- Camber: è la forma ideale per fare cruising. La parte centrale della tavola risulta leggermente rialzata, consentendo al rider di girare la longboard con maggiore facilità e agevolezza.
- Flat: flat in inglese significa piatto e questa categoria identifica quelle tavole con un profilo completamente piatto ed omogeneo. Questa forma della longboard garantisce equilibrio e stabilità. Ideale per i rider alle prime armi e gli amanti del freestyle.
- Rocker: mentre una tavola con un profilo "camber" risulta rialzata centralmente, il profilo "rocker" è caratterizzato da una forma leggermente concava nella parte centrale del deck. Ideale per le discipline del downhile e del freeride.

Montaggio dei trucks varia a seconda della tavola:
- Nelle top-mount esso rassomiglia agli skateboard, con quattro buchi nel legno, ed offrono una tavola reattiva
- Nelle drop-through i trucks sono montati attraverso la tavola ed il baseplate spunta dalla parte superiore del deck; questa soluzione tecnica rende la tavola più stabile.

Flessibilità: in gergo si indica con flex quanto essa sia flessibile. Si tende a distinguerle in:
- Stiff - sono molto rigide e vengono usate soprattutto nel downhill.
- Medium - hanno un buon coefficiente di flessibilità, senza esagerare, e vengono sfruttate nel cruising e nel freestyle.
- Flexy - sono le più deformabili ma vengono raramente usate.

In generale una tavola flessibile offre un maggior assorbimento delle asperità del terreno, ma diventa inaffidabile ad alte velocità. Invecchiando le tavole tendono a perdere rigidità.

### Carrelli (Trucks)
Sono l'elemento che unisce le ruote alla tavola. Si distinguono i seguenti componenti:
- Basetta (Baseplate) - la piastra che viene fissata tramite quattro viti al legno. La proprietà principale della basetta è la sua angolazione. Solitamente in commercio si trovano basette a 43°, 45° o 50°. Maggiore è l'angolo, maggiore è la capacità di curvare. In piano solitamente si utilizzano 50°, mentre i valori minori sono pensati per le discese.
- Assale (Hanger) - la parte su cui si monta la coppia di ruote. Esso si collega alla basetta attraverso un fulcro, il quale permette di curvare la tavola. Gli assali hanno una lunghezza variabile fra i 190mm e i 130mm; la più comune è da 180cm. Maggiore lunghezza offre maggiore stabilità.
- Gommini (Bushings) l'unica parte in materiale plastico di questo assieme, frapposta tra basetta e assale, e poi tra assale e dado di bloccaggio, la quale, deformandosi sotto l'azione del nostro peso conferisce al truck le sue caratteristiche fondamentali: la reattività, la resistenza alla sterzata, il rebound (ossia la forza con cui si riportano allo stato primitivo). Un gommino morbido permetterà al truck di curvare con meno forza, e viceversa un gommino duro, che invece favorisce la stabilità ad alte velocità.
- Fulcro (Pivot cup), il fulcro attorno a cui ruota l'assale, in cui è contenuto un apposito inserto in plastica per limitare l'attrito per sfregamento, detto anche pivot bushing.
- Kingpin, la vite che supporta l'assale e i gommini.

I trucks si dividono in 2 grandi famiglie. La differenza sostanziale risiede nella reciproca posizione tra kingpin ed assale: 
TKP (traditional kingpin) - I traditional hanno il kingpin rivolto verso l'interno e vengono utilizzati maggiormente su tavole di piccole dimensioni, per cruising cittadino e pumping, per la loro peculiare reattività; come conseguenza si avrà instabilità a velocità elevate, problema arginabile con gommini duri.
RKP (reverse kingpin) - I reverse hanno i kingpin rivolti verso l'esterno e garantiscono una tavola stabile, ma meno reattiva.

### Ruote
La scelta delle ruote è molto vasta; dovendo classificarle si possono definirne le caratteristiche principali:
- Diametro - Una ruota con maggiore diametro ha maggiore inerzia: più impegnativa da mettere in moto, ma più duratura nelle movimentazioni.
- Larghezza - Maggiore larghezza comporta maggiore attrito, e quindi più difficoltà a farle pattinare (slaidare) sull'asfalto. Va anche detto che è più difficile effettuare tricks aerei con ruote grandi.
- Durezza: nel mondo del longboarding si utilizza la scala di durezza Shore, definita da valori come: 80A, 82A, 84A, ecc. la durezza aumenta al progredire della numerazione. Le ruote più morbide sono intorno al 75A (poco diffuse), quelle più dure anche oltre 100A. Una ruota più morbida assorbe meglio le vibrazioni e i colpi dell'asfalto dissestato, offrendo un coefficiente di aderenza maggiore. Tuttavia tende a consumarsi più facilmente, mentre una ruota più dura consente, in discipline come il downhill, di effettuare più facilmente spettacolari slide, ma non tarda a sottolineare le irregolarità dell'asfalto, che si ripercuoteranno maggiormente sui piedi del rider.
- Posizione dei cuscinetti: influisce sulla distanza effettiva tra le 2 ruote montate sullo stesso assale, in quanto possiamo trovare ruote sideset: ossia con sede (core) dei cuscinetti spostata rispetto all'asse di simmetria della ruota, oppure centerset se al centro.
- Profilo: può essere a margine arrotondato oppure squadrato; il primo consente una perdita di grip (aderenza) più progressiva, e quindi slide più controllati, mentre il margine squadrato ha maggior aderenza e perdita di grip meno prevedibile.

### Cuscinetti
Per girare correttamente le ruote necessitano della installazione di cuscinetti a sfera. Più è alto il valore ABEC di un cuscinetto, più andrà lontano e veloce con meno sforzo. I cuscinetti più comuni hanno ABEC 9 o ABEC 7, ma in rari casi si possono trovare anche ABEC 11 per riders che apprezzano il downhill.

### Nastro antiscivolo (Griptape)
Il griptape è una carta molto ruvida da un lato ed adesiva dall'altro, fatta per dare più aderenza e stabilità ai piedi. Esso è disponibile con diversi gradi di ruvidità: il griptape per il longboard è più ruvido di quello per skateboard, ma non è un obbligo: difatti nella specialità dancing è più opportuna la variante meno ruvida, sì da poter muovere più agilmente i piedi.

## Discipline
Il longboard è una tavola che richiede grandi spazi; tuttavia la sua pratica non è ammessa ovunque. 
Vedi anche Aspetti legali dello street-skating e la regolamentazione sugli acceleratori di andatura.

### Downhill

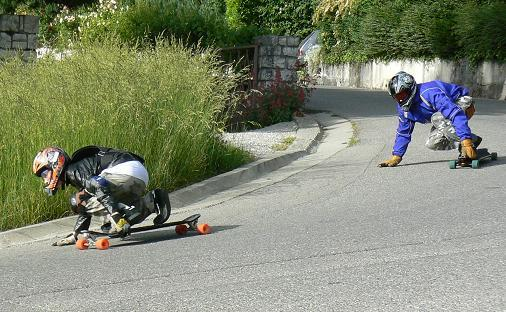
Longboard downhill; notare l'uso delle mani con guanti rinforzati

Tale disciplina comporta alte velocità; è richiesta una grande stabilità e precisione. Si usano decks con flessibilità 0 (flex 0) che utilizzano un concave (concavità longitudinale utilizzata per una maggiore stabilità e contatto con il deck), i truck utilizzati sono derivati da un processo di lavorazione con macchinari a controllo numerico per migliorarne così la precisione e possono essere di angolature diverse per personalizzare il proprio setup a seconda delle caratteristiche e condizioni della strada. Dal 2017  in poi molte volte si utilizzano tavole corte e strette con truck caratterizzati da un asse molto corta (narrow) per migliorarne l'agilità e la manovrabilità anche a velocità elevate. Le ruote utilizzate sono di diametro maggiore e con mescole differenti rispetto alle ruote comuni, per migliorarne l'aderenza e la forza frenante.
La tecnica utilizzata per frenare è detta "slide" cioè "derapata": può dividersi in hill side ed in toeside a seconda della posizione che il rider tiene sulla tavola (goofy/regular).

### Freeride

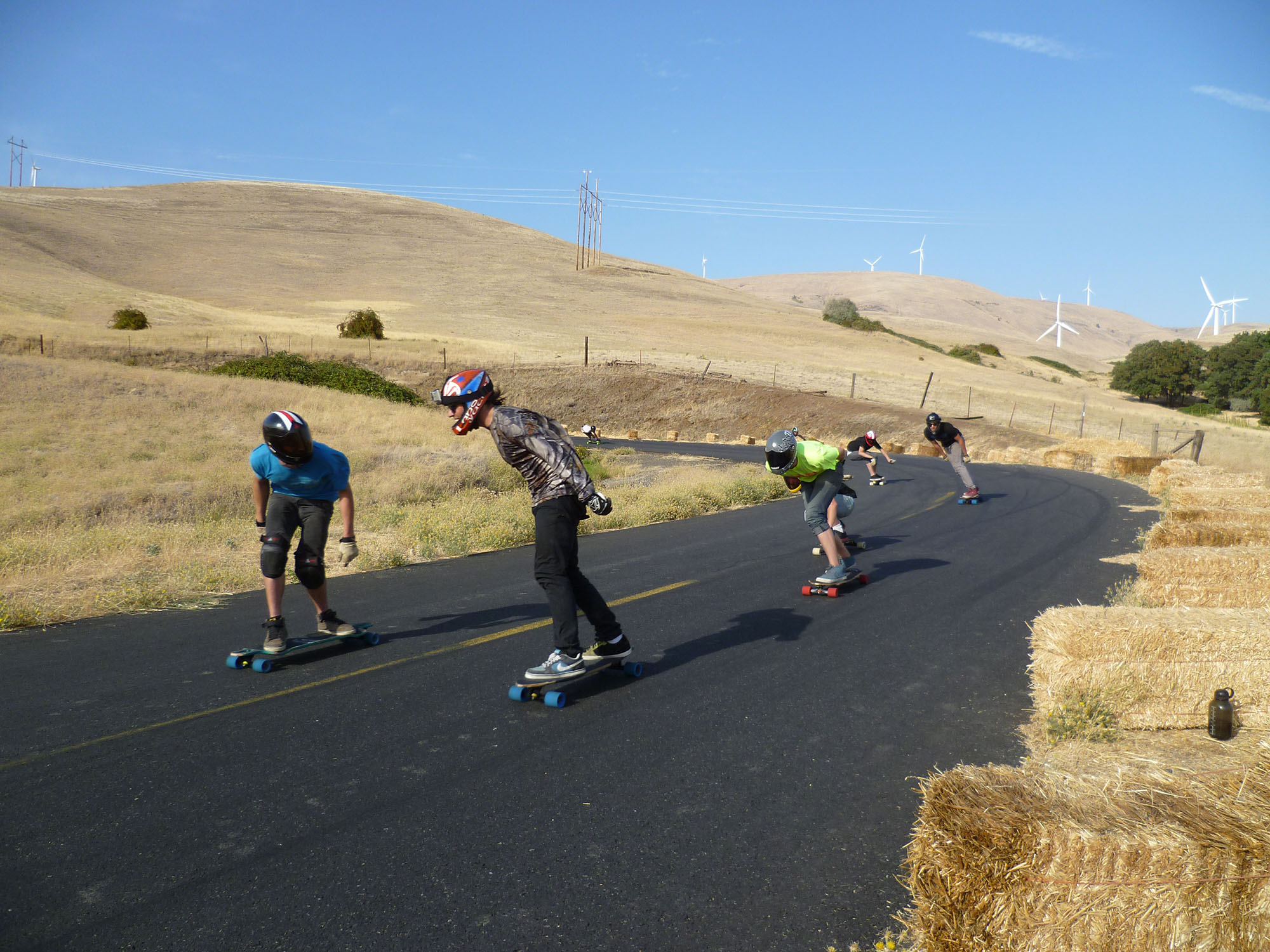
Longboard Freeride

Il freeride consiste nello scendere dalle pendenze a velocità alte, ma inferiori a quelle che si toccano nel downhill, con slides ed early grab molto scenografici.

### Carving / Cruising
I rami più comuni del longboard, adatti a tutti, che consistono nel muoversi liberamente, utilizzando il longboard quasi come un mezzo di spostamento alternativo alla bici; abbracciano più tipi di deck, dai piccoli cruiser rigidi e con il tail rialzato per muoversi meglio tra gli ostacoli della città, fino a tavole di lunghezza più consistente, con flex accentuato per riprodurre i movimenti del surf.

### Dancing

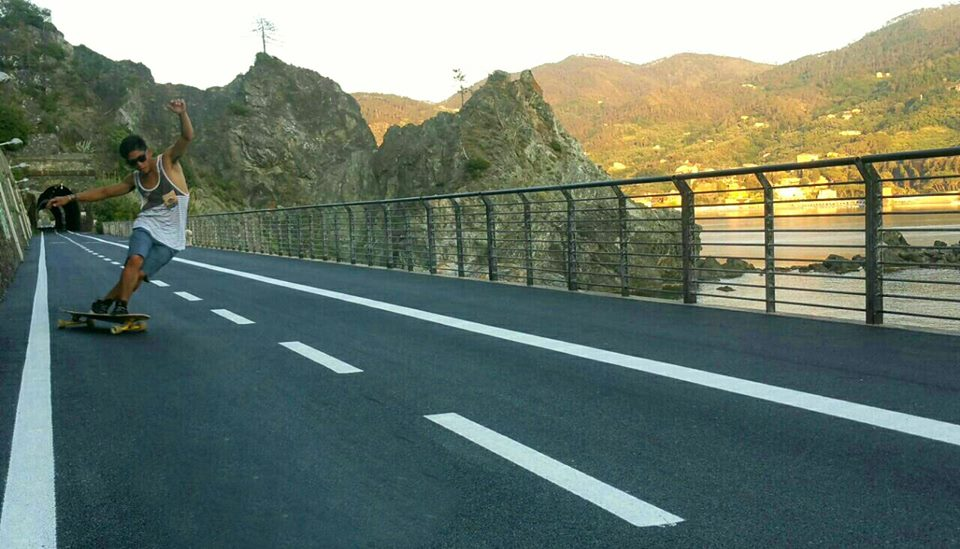
Longboard Dancing

Un'altra categoria che richiama il surfing, in cui si usa camminare letteralmente sulla tavola, con movimenti simili a passi di danza (da qui il nome). Vengono utilizzati deck con lunghezze considerevoli, fino ad un massimo di 60", con flex accentuato, ma prive di concave. Si pratica esclusivamente in flat (pianura).

### Freestyle

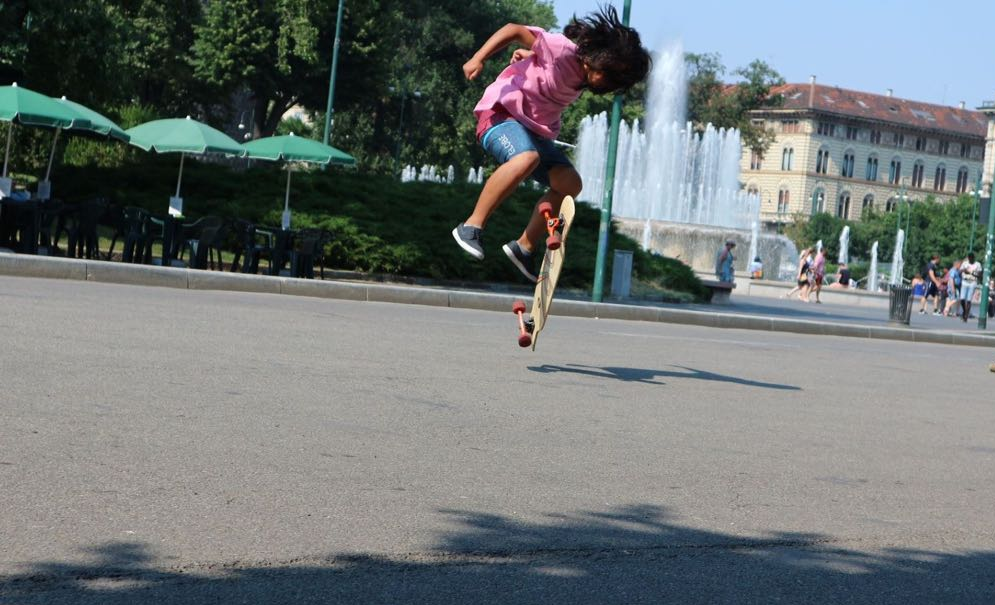
Longboard freestyle

Disciplina ripresa sostanzialmente dallo skateboard. Consiste nella realizzazione di tricks. Alcuni sono identici o molto simili a quelli dello skateboard (boneless, ollie e kickflip per esempio), ma altri (come il tigerclaw) sarebbero impossibili con uno skateboard. Solitamente vengono utilizzati decks medio-lunghi (38"-47") con due kicktails e ruote di 60mm. Si pratica principalmente in flat (pianura).

### Pumping
La tecnica Pump consiste nell'imprimere il movimento alla tavola, generalmente un longboard, tramite il movimento del busto accoppiato a una buona coordinazione del peso, senza l'ausilio della spinta con i piedi. Per rendere ciò possibile occorrono deck di lunghezza intermedia, spesso asimmetrici (con un appoggio più comodo per il piede anteriore), e con un'importante risposta alla deformazione, detta rebound.

## Equipaggiamento e protezioni

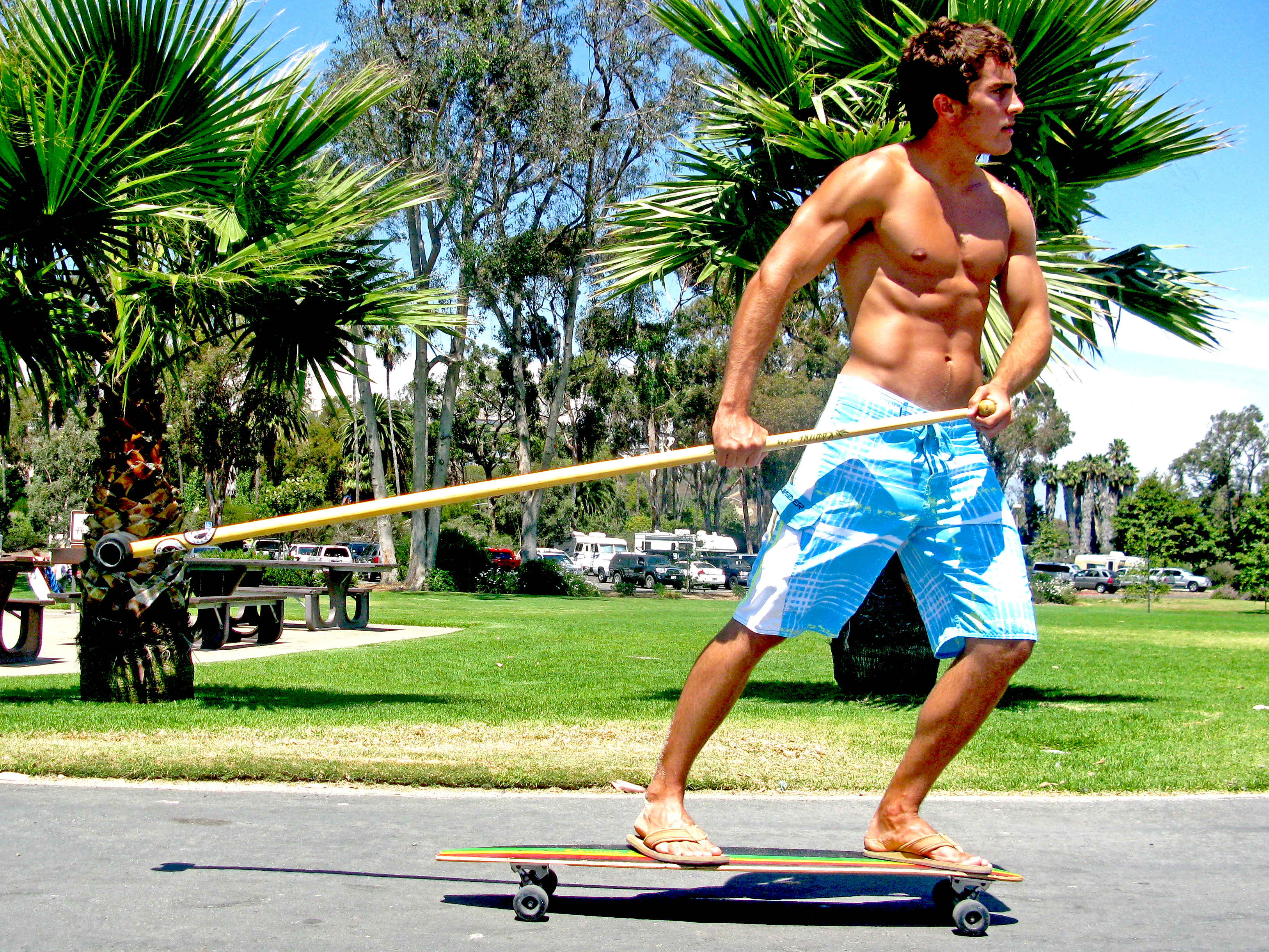
Il bastone diventa utile allorché non si indossino scarpe adeguate

- Casco - Il casco dovrebbe sempre essere utilizzato mentre si è sulla propria tavola, poiché fornisce protezione alla scatola cranica durante possibili impatti o cadute. Alcuni riders quando fanno downhill usano un casco integrale non dissimile da quelli per motocicletta.
- Polsiere, ginocchiere, gomitiere -  possono essere utili onde evitare possibili abrasioni o traumi.
- Guanti - I guanti sono essenziali durante il downhill o il freeride. I guanti da longboard sono in cuoio o tessuto resistente alle abrasioni ed hanno una parte in plastica durevole sul palmo (puck) attaccata col velcro dimodoché possa essere sostituita quando consumata. La funzione principale dei guanti non è tanto proteggere le mani, quanto agevolare gli slides.
- Longboard stick - Per i riders che vogliono percorrere grandi tratti di strada un longboard stick può rivelarsi utile. Questo strumento è un bastone con un piede in gomma che viene utilizzato al posto del piede per spingersi a mo' di remo, ma è poco diffuso.

## Tecniche
- Air braking - Consente al rider di rallentare sfruttando l'attrito dell'aria. Il rider estende perpendicolarmente le braccia cercando di essere il meno aerodinamico possibile.
- Carving - Serie di curve continue che tracciano una serie di "S", serve per controllare la velocità.
- Early Grab - Visto che eseguire un ollie su alcuni longboard è molto difficile, è stata inventata questa tecnica che consiste nell'afferrare la tavola mentre si salta per riuscire ad elevarla.
- Foot braking - Il foot braking è la frenata classica, effettuata appoggiando il piede a terra. Tuttavia ad alte velocità può diventare pericoloso.
- Pump (skateboarding) - Ondeggiare il corpo per potersi dare una spinta senza poggiare i piedi a terra, anche noto come long distance pumping.
- Pushing - La tecnica più essenziale del longboarding, consiste nello spingersi col piede per ottenere velocità. I riders regular usano il piede destro, i goofy il sinistro; quando un regular usa il piede sinistro o viceversa si parla di switch riding. Sebbene di solito il piede usato sia il posteriore, il mongo pushing implica l'uso dell'anteriore.
- Sliding - Tecnica fondamentale nel downhill e nel freeride e si ottiene ruotando la tavola in modo che le ruote siano quasi perpendicolari alla direzione che si sta percorrendo, rallentando il longboard grazie all'attrito. Gli slides possono essere eseguiti appoggiando una o due mani a terra (adeguatamente protette dai guanti) ma anche rimanendo in piedi, ovvero effettuando uno stand-up slide. La durezza delle ruote influenza l'esecuzione in termini di velocità e durata dello slide. Di solito si rivolge la schiena "a monte", ma si possono anche effettuare slide in cui le spalle guardano verso valle, sebbene siano più difficili da eseguire.